# Lima Cricket and Football Club
El Lima Cricket & Football Club es un club social y deportivo ubicado en el distrito de Magdalena del Mar, en Lima, Perú. Fue fundado el 26 de septiembre de 1859 en Lima, por lo que es el club más antiguo de América y el segundo equipo de fútbol más antiguo del mundo. Fue uno de los clubes fundadores de la Primera División del Perú y actualmente participa en la Liga Distrital de San Isidro.
Las disciplinas en las que destacan son el fútbol, tenis y hockey. Además cuenta con otros deportes tales como el baloncesto, natación, squash, frontón, pádel, tenis de mesa y los tradicionales deportes ingleses: cricket y snooker.

## Historia

### Fundación
Fundado  el 26 de septiembre de 1859 por la comunidad británica afincada en Perú. Inicialmente con el nombre de Lima Cricket Club, sería fusionado en 1885 con el "Lima Lawn Tennis Club" (distinto al actual Lawn Tennis de la Exposición), cambiando su nombre por el de "Lima Cricket and Tennis Club". El 30 de abril de 1906 adopta su denominación actual. Por lo cual, este club es el segundo equipo de fútbol más antiguo del mundo y el más antiguo de América.

### Liga Peruana de Fútbol

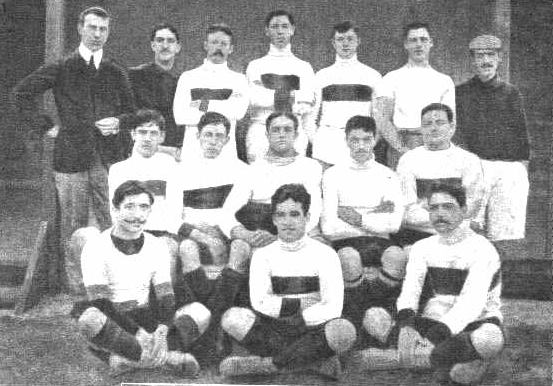
Plantel de Lima Cricket, primer campeón del fútbol peruano en 1912.

En 1912 se fundó la Liga Peruana de Fútbol, y Lima Cricket participó no solo del primer torneo sino que logró el título. Además, los cricketeros jugaron el primer partido oficial de fútbol en el Perú en el que golearon a Sport Vitarte por 6 a 1. Al año siguiente fue subcampeón del torneo por detrás del Jorge Chávez mientras que en 1914 nuevamente logró el campeonato. Participó en los torneos de la Liga Peruana hasta 1916, año en que la institución optó por la opción de dejar la práctica del fútbol y priorizar otros deportes.

### Liga distrital de San Isidro
En la década de los noventa fue inscrito en la Liga de San Isidro, compitiendo en esa liga con el Circolo Sportivo Italiano y el Regatas Lima que son algunos de los equipos más antiguos del fútbol peruano. Para la temporada 2015, el club logra la cuarta posición e igualando en puntaje su clásico rival Regatas Lima formando a un partido extra por la clasificación (tercer puesto) al torneo de Interligas de Lima del mismo periodo. El encuentro se igualó 2 a 2, definiéndose a las tandas de penales. Finalmente el cuadro pierde ante su rival por 4 a 2 y quedó fuera de carrera. Para el año 2016, Lima Cricket golea y derrota a Regatas Lima por 4 a 2 en la décima fecha de la liga y cobra su revancha. Al final del campeonato se consagra campeón, logra el título de la liga y accede al torneo de Interligas de Lima. En la tercera fase derrotó por 2 a 1 al club San Cristóbal de San Bartolo en el partido de ida y empata 1 a 1 en el partido de retorno, clasificando a la cuarta fase. Durante la cuarta fase ocupó el segundo lugar, ya que perdió contra Somos Olímpico, siendo eliminado de las Interligas de Lima.

## Rivalidades
Lima Cricket F.C. en los inicios del balompié peruano mantuvo una competencia y rivalidad en especial con el Unión Cricket (primer clásico británico-limeño). Luego con Association Football Club durante los primeros campeonatos de la Liga Peruana de Fútbol. Incluyendo también con el Atlético Chalaco del Callao y Club Germania. En la actualidad, el club mantiene una fuerte competencia con los clubes Regatas Lima, Real Club de Lima, Ciclista Lima y Circolo Sportivo Italiano por los campeonatos de la Liga de San Isidro.

## Uniforme
Temporada 1884-1914
| Titular 1 | Titular 2 | Titular 3 |

Temporada 2011
| Titular | Alternativo 1 | Alternativo 2 |

Temporada 2012
|  |  |  |  |

Temporada 2014
| Titular | Alternativo |

Temporada 2015
| Titular | Alternativo |

Indumentaria 2016
| Titular | Alternativo 1 | Alternativo 2 |

Temporada 2017
|  |  |  |

Temporada 2018
| Titular 1 | Titular 2 | Alternativo 1 | Alternativo 2 |

## Palmarés

### Torneos nacionales (2)
| Competición nacional            | Títulos     | Subtítulos |
| ------------------------------- | ----------- | ---------- |
| Primera División del Perú (2/1) | 1912, 1914. | 1913.      |

### Torneos regionales
| Competición regional               | Títulos                 | Subtítulos        |
| ---------------------------------- | ----------------------- | ----------------- |
| Liga Distrital de San Isidro (4/3) | 2007, 2008, 2012, 2016. | 2009, 2010, 2011. |